# Centro Universitario del Sur
El Centro Universitario del Sur (CUSUR), es parte de los diez centros universitarios multidisciplinarios regionales de la Red Universitaria de la Universidad de Guadalajara, se encuentra ubicado en Ciudad Guzmán, cabecera municipal de Zapotlán el Grande, Jalisco. El área de influencia es de 28 municipios de la zona Sur de Jalisco, que tienen una extensión de 13,347.83 km², que representa poco más del 17% de la superficie estatal. Actualmente tiene una población de 7,412 alumnos.
El Centro Universitario del Sur cuenta con la “Casa del Arte”, inmueble que albergó anteriormente el orfanatorio “Divina Infantita”; oficinas de Gobierno y la Escuela Preparatoria de la Universidad de Guadalajara. Durante el periodo comprendido de 1985 a 1996, el inmueble permaneció cerrado debido a las precarias condiciones en que quedó después del terremoto de 1985. Fue hasta 1996 que la Universidad de Guadalajara inició la remodelación de la casa, siendo inaugurada el 19 de febrero de 1997, como Casa del Arte, dependiente del Centro Universitario del Sur.
En el año 2001, el reconocido maestro pintor Antonio Ramírez, utilizando la técnica al fresco, pintó el mural Sueño y pesadilla del poder, cuyo tema central es mostrar los rasgos esenciales y universales del Poder. Representa un ejército de hombres que portan monitores televisivos por cabezas, que avasalla y va dejando sembrado el paisaje de personas mutiladas. Como contrapunto temático está la resistencia de la sociedad a convertirse en materia inerte o que sólo sirva a las necesidades de los dueños del dinero. El pueblo juega, sueña aún, y aunque con dificultad y bajo amenaza, se organiza.
En el año 2006, al inmueble le fue otorgado el nombre del Maestro Emérito de la Universidad de Guadalajara, Dr. Vicente Preciado Zacarías, Zapotlense ilustre y reconocido cirujano dentista quien creó el Departamento de Endodoncia Clínica en la Facultad de Odontología de la Universidad de Guadalajara, además de ser un destacado literato que ha dado realce a las letras del Sur de Jalisco y de México.

## Oferta Educativa
Licenciatura
- Abogado
- Agrobiotecnología
- Agronegocios
- Cirujano Dentista
- Cultura Física y Deportes
- Desarrollo Turístico Sustentable
- Enfermería
- Ingeniería en Geofísica
- Ingeniería en Sistemas Biológicos
- Ingeniería en Telemática
- Letras Hispánicas
- Médico Cirujano y Partero
- Médico Veterinario y Zootecnista
- Negocios Internacionales
- Nivelación de la Licenciatura en Enfermería Modalidad No Escolarizada
- Nutrición
- Periodismo
- Psicología
- Seguridad Laboral, Protección Civil y Emergencias
- Trabajo Social[5]

Maestría
- Administración de Negocios
- Ciencias en Producción Apícola
- Ciencia del Comportamiento con orientación en Alimentación y Nutrición
- Derecho
- Desarrollo Humano, Educación e Interculturalidad
- Estudios Rurales
- Psicología con Orientación en Calidad de Vida y Salud
- Salud Pública[6]

Doctorado
- Ciencia del Comportamiento con Orientación en Alimentación y Nutrición
- Psicología con Orientación en Calidad de Vida y Salud
- Desarrollo Humano, Educación e Interculturalidad
- Derechos Humanos[7]

## Centros de Investigación
También cuenta con el Centro de Investigaciones en Comportamiento Alimentario y Nutrición (CICAN), que tiene como propósito promover y efectuar investigación multidisciplinaria del comportamiento alimentario, relacionando la investigación básica en psicología con la investigación desarrollada en antropología, nutrición, genética y fisiología.
Este Centro de Investigación ofrece desde 2010 la Maestría en Ciencia del Comportamiento, con orientación en Alimentación y Nutrición. La cual tiene el objetivo de formar investigadores, docentes y profesionales de excelencia en las diferentes áreas de investigación de las ciencias del comportamiento alimentario.
Las líneas Generales de Investigación son:
- Comportamiento alimentario
- Nutrición
- Patología alimentaria